# Comuna Oliinîkî, Teofipol
Oliinîkî (în ucraineană Олійники) este o comună în raionul Teofipol, regiunea Hmelnîțkîi, Ucraina, formată din satele Kolkî, Maidan-Petrivskîi și Oliinîkî (reședința).

## Demografie
Componența lingvistică a comunei Oliinîkî
     Ucraineană (99,6%)
     Alte limbi (0,4%)
Conform recensământului din 2001, majoritatea populației comunei Oliinîkî era vorbitoare de ucraineană (99,6%), existând în minoritate și vorbitori de alte limbi.